# Park Mi-Ja
Park Mi-Ja es una deportista surcoreana que compitió en judo. Ganó una medalla de oro en el Campeonato Asiático de Judo de 1995, en la categoría de –52 kg.

## Palmarés internacional
| Campeonato Asiático | Campeonato Asiático | Campeonato Asiático | Campeonato Asiático |
| Año                 | Lugar               | Medalla             | Categoría           |
| ------------------- | ------------------- | ------------------- | ------------------- |
| 1995                | Nueva Delhi (India) | Medalla de oro      | –52 kg              |